# Szlakiem Walk Majora Hubala 2016
11. edycja Międzynarodowego Wyścigu Kolarskiego Szlakiem Walk Majora Hubala odbywała się od 21 do 24 kwietnia 2016 roku. Wyścig liczył 4 etapy, o łącznym dystansie 468 km.

## Etapy
| Etap   | Data        | Start – Meta        | km    | Typ       | Zwycięzca etapu     | Lider         |
| ------ | ----------- | ------------------- | ----- | --------- | ------------------- | ------------- |
| Prolog | 21 kwietnia | Skarżysko-Kamienna  | 44    | Kryterium | Alan Banaszek       | Alan Banaszek |
| 1.     | 22 kwietnia | Tomaszów Mazowiecki | 68    | Kryterium | Eryk Latoń          | Eryk Latoń    |
| 2.     | 23 kwietnia | Poświętne – Opoczno | 176,2 | Płaski    | Bartłomiej Matysiak | Eryk Latoń    |
| 3.     | 24 kwietnia | Końskie – Końskie   | 176,6 | Płaski    | Eryk Latoń          | Eryk Latoń    |

## Klasyfikacja generalna
| M-ce | Imię i nazwisko     | Kraj   | Drużyna                          | Czas       |
| ---- | ------------------- | ------ | -------------------------------- | ---------- |
| 1.   | Eryk Latoń          | Polska | CCC Sprandi Polkowice            | 9h 48' 23" |
| 2.   | Bartłomiej Matysiak | Polska | CCC Sprandi Polkowice            | + 13"      |
| 3.   | Alan Banaszek       | Polska | CCC Sprandi Polkowice            | + 24"      |
| 4.   | Tomasz Kiendyś      | Polska | CCC Sprandi Polkowice            | + 24"      |
| 5.   | Kamil Zieliński     | Polska | Domin Sport                      | + 27"      |
| 6.   | Mateusz Nowak       | Polska | Domin Sport                      | + 28"      |
| 7.   | Mateusz Nowaczek    | Polska | Warmińsko-mazurski Klub Sportowy | + 29"      |
| 8.   | Patryk Górecki      | Polska | KS Pogoń Mostostal Puławy        | + 30"      |
| 9.   | Adrian Kurek        | Polska | CCC Sprandi Polkowice            | + 31"      |
| 10.  | Tobiasz Pawlak      | Polska | KK Tarnovia Tarnowo Podgórne     | + 32"      |